# Fédération française de tennis
Der Fédération Française de Tennis, kurz FFT (deutsch „Französische Tennis Federation“) ist der Dachverband für alle französischen Vereine im Tennis. Der Verband wurde ursprünglich unter dem Namen Fédération Française de Lawn Tennis gegründet und im Jahre 1976 wurde der Name auf seinen heutigen abgeändert. Der Verband hat seinen Hauptsitz im Stade Roland Garros in Paris. Er wird vom Tennisweltverband und vom französischen Sportministerium anerkannt und umfasst rund 8300 Vereine mit etwa 1,1 Millionen Mitgliedern. Der Präsident des Verbands ist seit 2021 Gilles Moretton. Das Aufgabenfeld des FFT liegt in der Förderung und Organisation des Tennissports in Frankreich, in der Koordination und Unterstützung des Tennisclubs, der Verwaltung der französischen Tennisteams bei Davis Cup und Fed Cup und der Organisation der Tenniswettbewerbe wie beispielsweise den French Open.